# Сидзука Годзэн
Сидзука Годзэн (яп. 静御前; 1165 — 1211) — одна из самых известных женщин в японской истории и литературе, сирабёси (придворная танцовщица) XII века и любовница Минамото-но Ёсицунэ. Поскольку она фигурирует преимущественно в литературных произведениях, таких как «Повесть о доме Тайра» или «Гикэйки», в её довольно хорошо известной биографии трудно отделить факты от вымысла.

## Ранние годы
Общим мнением является то, что родиной Сидзуки Годзэн был прибрежный район Исо города Аминото в исторической провинции Танго, где она причисляется к одной из «семи принцесс Танго». В городе сохранилось посвящённое ей святилище, и она остаётся его главным божеством. Её мать Исо-но Дзэндзи тоже была сирабёси. Согласно «Гикэйки» Сидзука однажды была приглашена бывшим императором Го-Сиракавой вместе с 99 другими танцорами исполнить танец для вызова дождя после того, как пение 100 буддийских монахов не принесло нужного результата. Хотя 99 танцоров также не принесли удачи, выступление Сидзуки произвело эффект. Её похвалил император, и именно тогда она встретила Ёсицунэ.
Когда Ёсицунэ бежал из Киото в 1185 году, после окончания войны Гэмпэй и разрыва отношения со своим братом Ёритомо, первым сёгуном Камакура, Сидзука последовала за ним на гору Ёсино. Сведения о том, как долго она сопровождала Ёсицунэ, прежде чем её вернули, или вообще следовала ли она за ним дальше Ёсино, отличаются друг от друга в зависимости от того или иного литературного произведения, как и многие другие более мелкие детали её истории. Во всяком случае, Сидзука была схвачена Ходзё Токимасой и силами, верными Ёритомо, и, согласно некоторым версиям её истории, вынуждена была танцевать для нового сёгуна в синтоистском святилище Цуругаока Хатимангу. Там она пела о своей тоске по Ёсицунэ, чем разозлила Ёритомо, но супруга последнего Ходзё Масако посочувствовала Сидзуке и смогла унять гнев мужа:148–150.
К этому времени она уже была беременна от Ёсицунэ. Ёритомо заявил, что если родится дочь, она сможет жить спокойно, но если же на свет появится сын, то он будет убит. В возрасте 19 лет Сидзука родила сына, Адати Киёцунэ попытался забрать ребёнка, но вместо этого его отдали матери Сидзуки. Затем она вернулась в Киото, где стала буддийской монахиней. Однако впоследствии Сидзука была убита вместе с ней и ребёнком Ёсицунэ по приказу Ёритомо. Согласно некоторым версиям этой истории, Сидзука не стала монахиней по возвращении и не была убита. Она якобы вернулась в Киото и была вновь представлена ко двору Ходзё Масако, где и прожила некоторое время. Затем Сидзука снова покинула столицу, совершила самоубийство, утопившись в реке. Версии о том, где это произошло, расходятся.